# Seleukos z Seleucji
Seleukos z Seleucji (albo z Babilonii) – żyjący i działający w II w. p.n.e. hellenistyczny astronom i filozof z Seleucji w Mezopotamii, Chaldejczyk z pochodzenia. Zwolennik teorii heliocentrycznej. O Seleukosie wiemy z pism Plutarcha, Strabona i Aetiosa.

## Działalność naukowa
Seleukos był zwolennikiem Arystarcha z Samos i jego teorii o obrocie Ziemi wokół Słońca. Uważał także, że nie istnieje sfera gwiazd stałych, a wszechświat jest nieskończony. Według Plutarcha Seleukos wykazał prawdziwość teorii heliocentrycznej, jednak obecnie nie są znane źródła opisujące na czym opierał się jego dowód. Lucio Russo, który dokonał próby rekonstrukcji dowodu, uważa, że astronom wykorzystał zjawisko cykliczności pływów morskich.
Seleukos był znanym w starożytności badaczem pływów (za autorytet w tej dziedzinie uważał go Hipparch) – obserwował to zjawisko najprawdopodobniej na Morzu Arabskim. Studiował dobowe zmiany poziomu morza, a także wykazał istnienie rocznego cyklu wahań dobowych pływów syzygijnych.

## Czasy nowożytne
Informacje o dowodzie Seleukosa przekazane przez Plutarcha, a także niejasna wzmianka z pism Aetiosa o przeciwstawianiu się obrotu Księżyca ruchowi wirowemu Ziemi, budziły duże zainteresowanie w czasach Renesansu, zwłaszcza wśród zwolenników teorii heliocentrycznej.